# Wallingford (Oxfordshire)
Wallingford és un municipi del Regne Unit, situat al sud del comtat d'Oxfordshire (Anglaterra). Va pertànyer antigament al comtat Berkshire. El riu Tàmesi i el castell reial que hi va haver van configurar la seva història. Del seu priorat, depenent del de sant Albà, van sorgir erudits com el matemàtic Richard de Wallingford o el cronista John de Wallingford.

## Geografia
Wallingford està a la riba oest del Tàmesi, al sud d'Oxford i als peus d'uns turons anomenats Chilterns. A l'altra banda del riu hi ha els llogarets Crowmarsh Gifford i Newnham Murren, que enllacen amb la ciutat amb un pont medieval de pedra. A la art sud del municipi hi ha un altre llogaret  Winterbrook. Hi ha una carretera que volta la ciutat i travessa el riu per un altre pont anomenat Winterbrook Bridge.

## Història

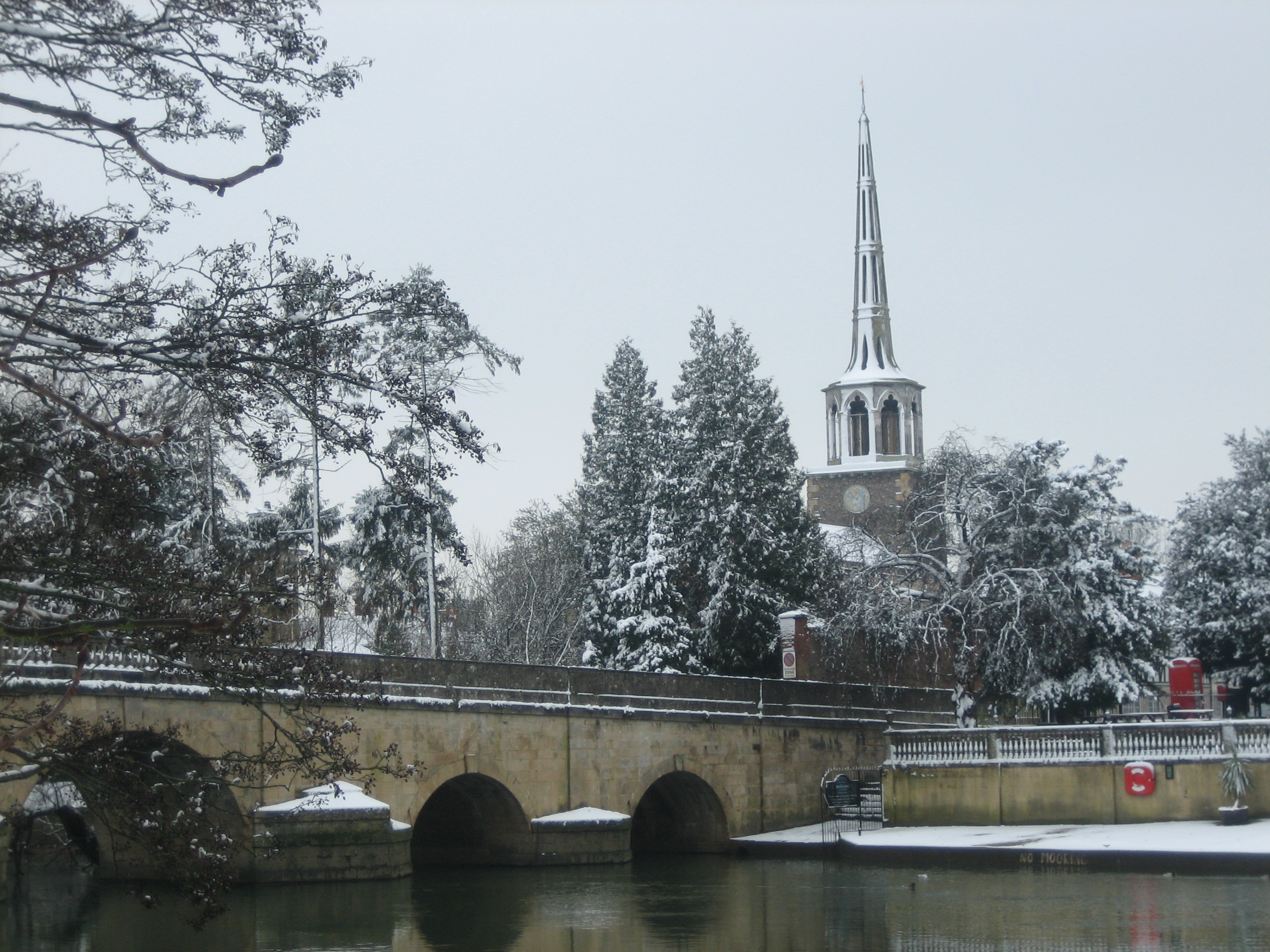
El pont de Wallingford i l'església de sant Pere.

Un pont sobre el riu Tàmesi va ser el motiu del primer establiment de població, que ben aviat es va fortificar i va ser un important lloc de vigilància per donar seguretat als viatgers. Tot això queda palès en el seu nom: Wallingford, format per walling («emmurallat») i ford («lloc de creuament»). En època anglosaxona era una de les places fortificades del Regne de Wessex, amb dret d'encunyar moneda. Durant el regnat d'Alfred el Gran, al segle ix, formava part de la cadena de burgs que van reforçar les seves defenses per aturar l'arribada dels vikings. Les restes d'aquestes defenses encara es poden veure en quatre punts del centre de la ciutat i són probablement les millor conservades d'Anglaterra. Wallingford va esdevenir la principal ciutat del comtat de Berkshire i on el comte tenia el seu castell. Durant la conquesta normanda del 1066, el senyor anglosaxó Wigod va permetre que l'exèrcit invasor de Guillem el Conqueridor travessés el riu de l'oest cap a l'est en direcció a Berkhamsted, on va aconseguir la rendició d'Anglaterra, en arribar l'exèrcit a Londres. segons el Domesday Book, escrit el 1085, Wallingford era una de les 18 poblacions del reialme amb més de 2.000 habitants.
El castell de Wallingford va ser un lloc estratègic dels partidaris de la reina Matilde d'Anglaterra durant la guerra de successió que va haver després de la mort del seu pare, Enric I. Després que el castell d'Oxford caigués en mans d'Esteve de Blois l'any 1141, Matilde va cercar refugi en el de Wallingford, segons diuen vestida de blanc per passar desapercebuda entre la neu. El castell va ser assetjat diverses vegades fins que el novembre del 1153 es va signar el Tractat de Wallingford que donava per acabat el conflicte de la successió. El 1155, el nou rei, Enric Henry II, va atorgar a la ciutat una carta de llibertats. El castell va continuar sent una residència reial habitada amb regularitat fins que la pesta negra va fer estralls l'any 1349. El castell va deixar de rebre les atencions que requereix tot edifici i, es va decidir aprofitar alguns carreus dels seus murs per la nova residència a Windsor.
Durant la guerra civil la ciutat es va declarar partidària del rei i va ser el darrer baluard reialista de Berkshire. Oliver Cromwell, després de vèncer el setge de 65 dies, va fer destruir els romanents del castell. Part del que va quedar es va emprar per construir una torre per l'església de St Mary-le-More.
Durant l'edat mitjana, Wallingford va ser una pròspera ciutat mercantil amb un priorat, on van haver monjos de renom, entre els quals cal destacat el matemàtic Richard de Wallingford, el teòleg Guillem de Wallingford i el cronista John de Wallingford. Aquest priorat, anomenat de la Sagrada Trinitat, va ser fundat el 1097, per una donació del rei Enric I a l'abadia de Sant Albà.

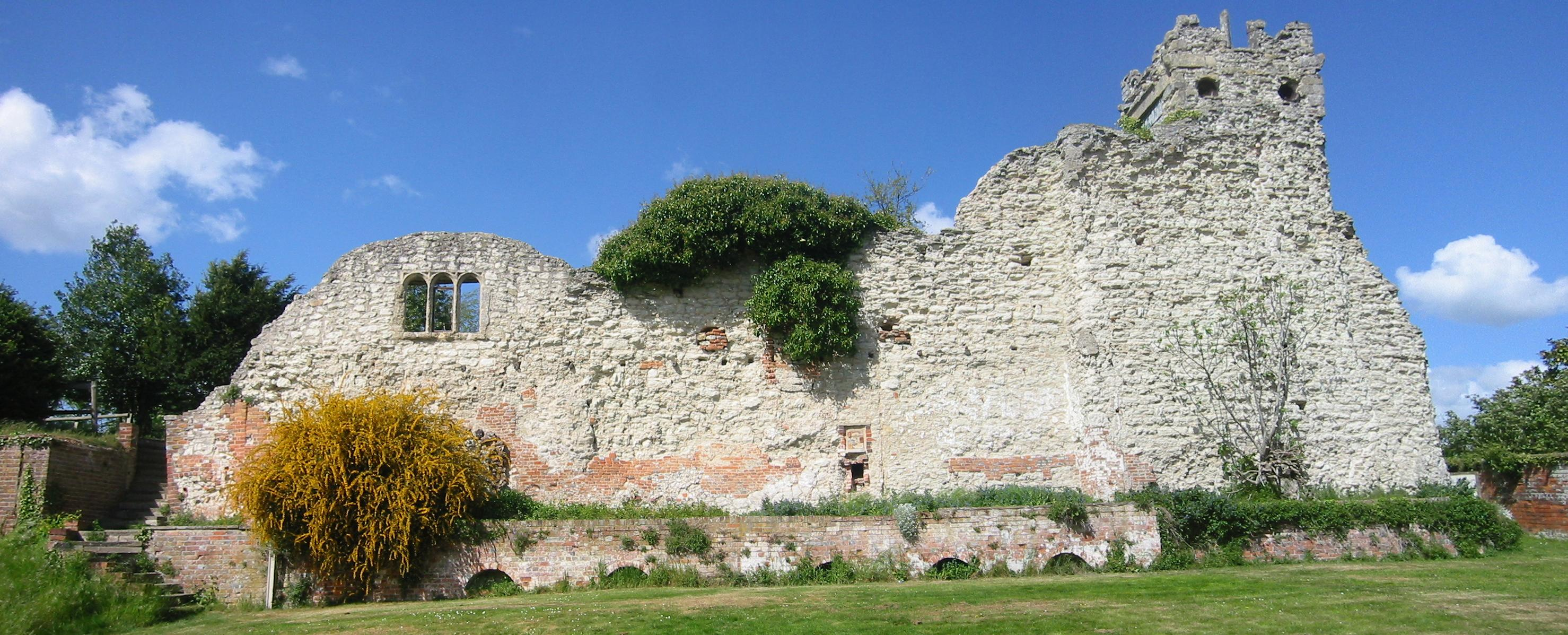
Restes del castell

Amb la construcció el 1416 del pont d'Abindon, Wallingford va començar a rebre menys visitants i això va repercutir negativament en l'economia local. No va ser fins al segle xviii que es va recuperar, quan William Blackstone va establir dos peatges (turnpike trusts) en la carretera que passava per Wallingford, un en cada sentit de la marxa. Una altra cosa que va ajudar a revifar l'economia va ser la creació de dues fàbriques de cervesa i 17 malteries. Amb els anys aquestes fàbriques van anar tancant i la darrera va ser la Paul's Malt, que va ser demolida el 2001.
El 9 de setembre del 1944 un bombarder Halifax de l'esquadró canadenc 426 RCAF, que tornava d'un vol sobre Le Havre i venia carregat amb les bombes, ja que no havia trobat oportú fer-les servir, se li va incendiar el motor volant sobre Wallingford i anava a explotar. El pilot, John Archibald Wilding, i l'enginyer de vol, John Frank Andrew, es van quedar intentant fer planejar l'avió perquè no caigués sobre una zona habitada de la ciutat i van aconseguir que caigués en un escampat a Newnham Murren, fet que va evitar moltes morts de civils. Els dos van ser condecorats postumament amb la creu de l'aviació. Un monument recorda aquesta heroïcitat en una cruïlla de la carretera Wilding Road amb Andrew Road i la bandera del Canadà oneja cada 9 de setembre a l'ajuntament de la ciutat.

## Transports
El riu
El riu Tàmesi ha estat emprat com a mitjà de transport durant segles i la ciutat va créixer, en part, gràcies al riu. El carbó arribava des del nord-est fins a Londres en barcasses que passaven per Wallingford. Aquest subministrament era impracticable en els mesos que el corrent del riu era massa fort o quan el nivell del cabal poc fondo. El 1789 es va inaugurar el canal d'Oxford Canal, que enllaçava Oxford amb la comarca de Warwickshire i en un indret del municipi de Wolvercote anomenat Duke's Cu enllaçava amb el Tàmesi. Això va permetre que el transport des de les Midlands arribés a Wallingford per una ruta mes curta i més regular que la del nord-est. El 1799 el canal d'Oxford va consolidar la seva posició comercial mitjançant la compra d'un contracte d'arrendament per vuitanta anys d'un moll al Tàmesi just al costat del pont de Wallingford.

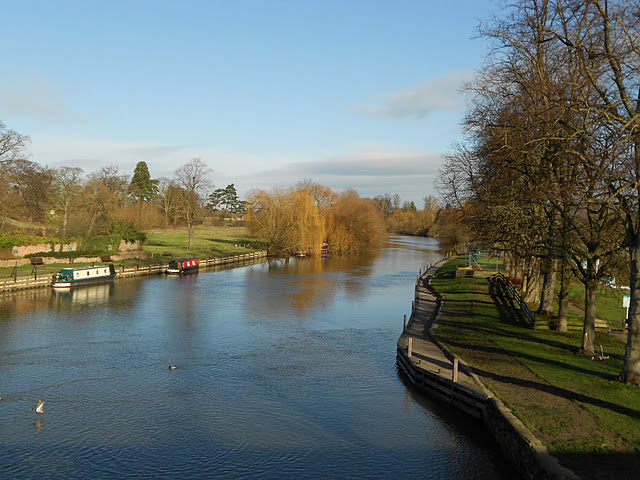
Transbordadors a prop de Wallingford Bridge.

El 1838 es va instal·lar un embassament amb resclosa (Chalmore Lock) per controlar el nivell del riu: als estius, quan el riu té insuficient cabal per al transport, se n'afegeix aigua procedent de l'embassament. Elsllims del riu van acabar fent inservible l'embassament i el 1883 es va deixar de fer servir. L'escriptor Jerome K. Jerome va aprofitar la desaparició de l'embassament per fer broma en el seu llibre Three Men in a Boat. Des del 1787 va haver un transbordador per passar cavalls d'una banda a l'altra de la sirga. Quan l'embassament va caure en desús, el lloc es va aprofitar per la seva amplada, per practicar rem i sovint ha estat visitat pels remers d'Oxford (Oxford University Boat Club). A més del pont ja esmentat, el 1993 se'n va construir un altre per la carretera A4130 que volta la ciutat.
El ferrocarril
El 2 de juliol del 1866, es va inaugurar la línia de la companyia Watlington Railway entre Cholsey i Wallingford. La rapidesa del trajecte i l'accessibilitat del preu va prendre molts clients que abans feien servir el riu. Per desgràcia, dos mesos abans, el maig del 1866, el banc Overend, Gurney & Co va caure en bancarrota arrossegat per la crisi del segle xix. El banc va pujar els el percentatge que demanava a canvi de préstecs en un 10%, cosa que va fer impossible a la companyia W&WR obtenir el capital suficient per continuar la línia fèrria fins a Watlington. La companyia va vendre la línia a la Great Western Railway el 1872. British Railways va tancar la línia als passatgers el 1959 i al tràfic de mercaderies el 1965, però es va conservar el tram entre Hithercroft Road i Cholsey que el feien servir les fàbriques de maltatge, fins que el 1981 va tancar la ruta. Actualment existeix com a circuit tancat entre Wallingford i Cholsey, que el gestiona la Wallingford Railway, mentre que l'estació més propera amb enllaços està a Cholsey, a unes tres milles de distància.
Els autobusos
La companyia Thames Travel, ofereix viatges en autobús de línia regular en dues rutes:
- El X39/X40 entre Oxford i Reading
- El X2 en direcció a Didcot (on hi ha una estació de ferrocarril ben comunicada) que passa per Abingdon-on-Thames i arriba a Oxford.

També ofereixen transport per anar a Benson, Henley-on-Thames, Streatley, Goring-on-Thames i Cholsey.

## Economia
Actualment la major part dels llocs de treball a Wallinford estan relacionat amb el seu polígon industrial, que es va creat a la dècada del 1970. Les empreses més destacades són: Rowse Honey (producció de mel), Royal Mail (servei de correu) i Fugro (una empresa holandesa relacionada amb energia i telecomunicacions).
A Wallinford està la seu de CABI que investiga maneres de millorar la producció agrícola al món.

## Clima
El clima és el comú a la major part de la Gran Bretanya: estius frescos i hiverns no gaire freds. Hi ha una estació meteorològica que recull les dades locals des del 1961, situada al Centre for Ecology & Hydrology. les temperatures més extremes detectades a Wallingford van dels −21.0 °C (−5.8 °F) al gener el 1982, als 35.2 °C (95.4 °F) del juliol del 2006. Les temperatures més baixes s'han enregistrat el gener del 2010, −17.6 °C (0.3 °F) i durant el desembre del 2010, −17.5 °C (0.5 °F).
| Dades climàtiques a Wallingford (Oxfordshire)    | Dades climàtiques a Wallingford (Oxfordshire) | Dades climàtiques a Wallingford (Oxfordshire) | Dades climàtiques a Wallingford (Oxfordshire) | Dades climàtiques a Wallingford (Oxfordshire) | Dades climàtiques a Wallingford (Oxfordshire) | Dades climàtiques a Wallingford (Oxfordshire) | Dades climàtiques a Wallingford (Oxfordshire) | Dades climàtiques a Wallingford (Oxfordshire) | Dades climàtiques a Wallingford (Oxfordshire) | Dades climàtiques a Wallingford (Oxfordshire) | Dades climàtiques a Wallingford (Oxfordshire) | Dades climàtiques a Wallingford (Oxfordshire) | Dades climàtiques a Wallingford (Oxfordshire) |
| Mes                                              | gen                                           | febr                                          | març                                          | abr                                           | maig                                          | juny                                          | jul                                           | ag                                            | set                                           | oct                                           | nov                                           | des                                           | anual                                         |
| ------------------------------------------------ | --------------------------------------------- | --------------------------------------------- | --------------------------------------------- | --------------------------------------------- | --------------------------------------------- | --------------------------------------------- | --------------------------------------------- | --------------------------------------------- | --------------------------------------------- | --------------------------------------------- | --------------------------------------------- | --------------------------------------------- | --------------------------------------------- |
| Mitjana diària °C (°F)                           | 7.0 (44.6)                                    | 7.5 (45.5)                                    | 10.2 (50.4)                                   | 12.7 (54.9)                                   | 16.6 (61.9)                                   | 19.5 (67.1)                                   | 22.3 (72.1)                                   | 22.0 (71.6)                                   | 18.6 (65.5)                                   | 14.3 (57.7)                                   | 10.0 (50)                                     | 7.8 (46)                                      | 14.04 (57.27)                                 |
| Mínima mitjana °C (°F)                           | 1.2 (34.2)                                    | 1.0 (33.8)                                    | 2.6 (36.7)                                    | 3.8 (38.8)                                    | 6.7 (44.1)                                    | 9.6 (49.3)                                    | 11.9 (53.4)                                   | 11.8 (53.2)                                   | 9.7 (49.5)                                    | 6.8 (44.2)                                    | 3.5 (38.3)                                    | 2.1 (35.8)                                    | 5.89 (42.6)                                   |
| Precipitació mitjana mm (polzades)               | 56.36 (2.2189)                                | 38.54 (1.5173)                                | 43.76 (1.7228)                                | 46.54 (1.8323)                                | 50.09 (1.972)                                 | 52.66 (2.0732)                                | 38.44 (1.5134)                                | 53.64 (2.1118)                                | 56.71 (2.2327)                                | 58.98 (2.322)                                 | 57.91 (2.2799)                                | 61.46 (2.4197)                                | 615.09 (24.2161)                              |
| Mitjana mensual d'hores de sol                   | 52.7                                          | 67.8                                          | 114.7                                         | 150                                           | 198.4                                         | 201                                           | 210.8                                         | 192.2                                         | 147                                           | 102.3                                         | 66                                            | —                                             | 1.549,4                                       |
| Font: Royal Netherlands Meteorological Institute |                                               |                                               |                                               |                                               |                                               |                                               |                                               |                                               |                                               |                                               |                                               |                                               |                                               |

## Distribució urbana
Wallingford té la típica estructura d'una ciutat-mercat. El centre és una plaça quadrada on hi ha un monument als caiguts en la guerra i on està l'ajuntament un edifici del segle xvii. Al voltant d'aquesta plaça hi ha nombrosos comerços i des d'aquí surten alguns carrers de vianants que porten a tavernes antigues.
A la ciutat hi ha dues esglésies antigues: St Mary-le-More, St Leonard; una església moderna de culte catòlic, una sala de la Societat Religiosa d'Amics (quakers) que data del 1724, una altra sala per als baptistes, i per als metodistes. No és molt comparat amb les 14 esglésies que van haver en el passat.
Hi ha un museu local, un teatre (Corn Exchange Theatre), parcs públics —en un des quals estan les ruïnes del castell.

## Activitats culturals
Els esdeveniments mes populars són el festival de blues, el festival de folk BunkFest i el carnaval.

## Agermanaments
Wallingford té relacions d'agermanament amb:
- Luxeuil-les-Bains (França)
- Bad Wurzach (Alemanya)[24]
- Wallingford Center (EUA)